# Thoré-la-Rochette
Thoré-la-Rochette település Franciaországban, Loir-et-Cher megyében. Lakosainak száma 817 fő (2022. január 1.). Thoré-la-Rochette Mazangé, Houssay, Lunay, Marcilly-en-Beauce, Naveil, Saint-Rimay, Villiersfaux és Villiers-sur-Loir községekkel határos.

## Népesség
A település népessége az elmúlt években az alábbi módon változott:
| Lakosok száma | 679  | 819  | 863  | 932  | 877  | 885  | 885  | 843  | 824  | 817  |
|               | 1968 | 1982 | 1990 | 2006 | 2013 | 2015 | 2017 | 2019 | 2020 | 2022 |